# Émile Deyrolle
Émile Deyrolle (1838-1917) fue un naturalista, entomólogo, y vendedor de historia natural, en París.
Ese negocio era originalmente de su abuelo naturalista: Jean-Baptiste Deyrolle quien abrió la empresa en 1831 en Rue de la Monnaie 23. El padre de Émile: Achille Deyrolle siguió con el negocio por muchos años. Y Émile lo llevó adelante desde 1866. La dirección desde 1881 (y aún hoy) es rue du Bac 46, y el hogar de Jacques Samuel Bernhart. Deyrolle se especializó en publicaciones de historia natural y especímenes con taxidermia, minerales, rocas, fósiles, especímenes vegetales, ostras, taxidermia, especímenes microscópicos y microscopios.
- La abreviatura «E.Deyrolle» se emplea para indicar a Émile Deyrolle como autoridad en la descripción y clasificación científica de los vegetales.[1]